# Campoctonus townesi
Campoctonus townesi är en stekelart som beskrevs av Walley 1977. Campoctonus townesi ingår i släktet Campoctonus och familjen brokparasitsteklar. Inga underarter finns listade.